# 소만사

## 개요
소만사는 1997년 창립된 대한민국의 개인정보보호 솔루션 전문기업이다.
엔드포인트 위협탐지 및 대응, 내부정보 유출방지(DLP:Data Loss Prevention), 유해사이트 차단, DB접근제어, 논리적 망분리 솔루션 등의 제품을 개발, 판매하고 있다. 솔루션 개발 이외 컨설팅 서비스 또한 수행하여 개인정보보호 토탈 솔루션을 제공한다.
아시아 DLP 1위 기업으로 Endpoint, Network DLP 솔루션을 모두 보유하고 있으며 미 시장조사기관 ‘Gartner’사의 Magic Quadrant ‘Enterprise DLP’ 부문에 2년 연속 등재되었다. 미국시장조사 기업 포레스터 리서치 DLP분야 글로벌 10대 벤더사에 등재되었으며 미 사이버 보안전문매체 SC매거진 제품리뷰에서 5점 만점에 4.5점을 획득하였다.

## 사업분야
개인정보 DLP,  랜섬웨어/악성코드차단 EDR, 유해사이트 차단, 개인정보 접근통제, 논리적 망분리 제품을 개발, 판매하고 있으며 정보보호컨설팅 및 개인정보보호 관리수준진단을 통한 토탈 솔루션을 제공하고 있다.

## 1. DLP (Data Loss Prevention: 내부정보유출방지)
아시아 DLP 1위 기업으로 Endpoint, Network DLP 솔루션을 모두 보유하고 있으며 미 시장조사기관 ‘Gartner’사의 Magic Quadrant ‘Enterprise DLP’ 부문에 2년 연속 등재되었다.

### Privacy-i (프라이버시 아이)

###### 시장 1위 엔드포인트 DLP 솔루션
PC에서의 개인정보/기밀정보의 유출을 통제하는 Endpoint DLP 솔루션으로 대표적인 유출경로인 USB, 프린터, 인터넷을 통한 개인정보유출을 차단한다. Privacy-i는 엔드포인트 싱글에이전트 솔루션을 지향한다. 하나의 엔드포인트 에이전트에서 내부정보유출방지(DLP), 개인정보 검출, 취약점 점검, 안티바이러스, EDR 기능을 통합하여 제공하는 것이 특징이다. 이렇듯 Privacy-i는 에이전트 개수를 획기적으로 축소하여 PC부담을 줄였다. 또한 공공기관 필수 도입 솔루션인 ‘내 PC 지키미’를 통해 PC취약점 점검을 수행할 수 있다. 윈도우뿐만 아니라 맥OS에서도 매체제어와 개인정보 검출(Discover) 기능을 제공한다. 2022년에는 1만 대 이상 macOS 기반 PC에 적용되어 안정성을 인정받았다.

### Server-i (서버아이)
Server-i는 서버 및 DB에 보관된 개인정보 파일을 사전에 검사하는 서버 디스커버 솔루션이다. 웹, WAS, 파일 서버 내 방치된 개인정보 현황을 파악하고 (서버 디스커버), DB 서버 내 Temp table, 신규 table에 평문으로 방치된 개인정보를 검출하여 (디비 디스커버) 개인정보 보유 최소화 및 유출사고를 예방한다. Server-i는 서버 취약점 점검 기능도 지원하고 있다. 주기적으로 취약점을 점검하며 발견하는 즉시 차단한다.

### Mail-i (메일아이)

###### 네트워크 DLP 솔루션
이메일, 웹, 메신저, P2P, 웹하드 등 네트워크를 통해 전송되는 정보를 기록, 통제, 관리하여 회사 내 기밀정보, 개인정보 유출사고를 예방하는 솔루션이다. Mail-i는 글로벌 기준 중심인 외산과 달리 국내환경에 특화된 웹서비스를 통한 유출통제에 강하다. 외산 제품과의 성능테스트를 통해 성능과 안정성을 입증 받은 제품으로 현재 S사, L사, H사 등 국내 4대 기업에서 운영 중이다.
챗GPT 정보유출 차단도 지원하고 있다. 해당 기능은 Mail-i와 Webkeeper의 옵션기능이다. 챗GPT 사용 로그를 활용한 플레이백 기능을 지원한다. 이 기능은 대화 내용을 재현해 사후 감사자료로 활용할 수 있도록 한다. 또 고유식별정보를 포함한 개인정보 패턴과 특정 키워드가 포함된 프롬프트 차단 기능을 통해 민감한 고객 및 기술정보를 다루는 부서의 챗GPT 사용을 통제할 수 있다.

## 2. EDR 악성코드 차단
Privacy-i EDR은 2023년 세계 3대 악성코드 평가기관인 ‘바이러스 불러틴(Virus Bulletin)’의 ‘VB100’ 인증에서 오탐율 0%, 탐지율 99.52%를 기록하며 최고등급인 A+를 획득한 솔루션이다.

### Privacy-i EDR (프라이버시 아이 이디알)

###### 엔드포인트 위협탐지 및 대응솔루션 (Endpoint Detection & Response)
분석중심의 전통적 EDR 솔루션 한계를 극복하여 악성코드의 선제적 차단에 집중한 솔루션이다. 안티바이러스 엔진(정적분석)과 EDR행위기반 엔진(동적분석)을 모두 보유하고 있어 2단계 분석을 통한 정교한 탐지가 가능하다. Mitre ATT&CK 프레임워크를 적용하여 글로벌 기준으로 보안대책 수립할 수 있다. 백업 및 복구 기능도 제공하고 있다. 주기적인 데이터 자동백업을 통해 랜섬웨어 감염으로 인한 데이터 위변조 발생 시 감염 시점 이전으로 복구가 가능하며 이를 통해 정보자산을 보호할 수 있다.

### Webkeeper (웹키퍼)

###### 25년 시장 1위, 유해사이트&악성코드 사이트차단 솔루션
악성코드 배포사이트 접속을 사전에 막아 PC악성코드 감염을 차단하며, 비업무 사이트 차단을 통해 기업의 생산성을 향상시켜 준다. 파일공유, P2P사이트 접속을 차단하여 지적재산권 보호가 가능하다. 명시적 프록시, 투명 프록시 두 가지 방식으로 구축/지원이 가능하며 1천여 고객사를 통한 국내 최대 DB 수집, 분석, 배포 인프라를 구축했다. DLP 솔루션 Mail-i와 일체형 제품으로 DLP 라이선스만 추가하면 웹메일, 메신저를 통한 자료유출을 통제할 수 있다.
챗GPT 정보유출 차단도 지원하고 있다. 해당 기능은 Mail-i와 Webkeeper의 옵션기능이다. 챗GPT 사용 로그를 활용한 플레이백 기능을 지원한다. 이 기능은 대화 내용을 재현해 사후 감사자료로 활용할 수 있도록 한다. 또 고유식별정보를 포함한 개인정보 패턴과 특정 키워드가 포함된 프롬프트 차단 기능을 통해 민감한 고객 및 기술정보를 다루는 부서의 챗GPT 사용을 통제할 수 있다.

## 3. 개인정보 접근통제

### DB-i (디비아이)

###### DB접근통제, DB DLP 솔루션
개인정보 처리시스템인 데이터베이스 내 접근통제 및 접속기록관리 솔루션이다. DB접근통제 기본 기능 이외에 차별화된 개인정보 유출통제 기능이 강점이다. 사용자의 업무, 부서, 개인정보 처리권한에 따라 DB 접근권한을 차등 부여하며, 비권한자의 접속을 차단한다.사용자의 업무, 부서, 개인정보 처리권한에 따라 DB 접근권한을 차등 부여하며, 비권한자의 접속을 차단한다. 또한 DB부터 엔드포인트까지 개인정보 이동경로를 모두 탐지하고 유출을 차단하여 개인정보가 외부로 유출되지 않도록 통제한다. 개인정보보호법 고시 ‘개인정보 안전성 확보조치 기준’ 6조 접근통제 규정을 준수할 수 있는 솔루션이다.

## 4. 논리적 망분리 / PC 가상화

###### VD-i (브이디아이)
VDI란 데스크톱 가상화 인프라(Virtual Desktop Infrastructure)의 약자로 실제 가상화PC는 중앙에서 관리되고 있고 클라이언트는 화면 정보만 주고받는 것이다. 따라서 파일이 업로드/다운로드 되지 않기에 원칙적으로 데이터 유출과 악성코드 유입에 안전하다.
소만사 ‘VD-i’ 솔루션은 오픈소스 소프트웨어를 사용하여 상용라이선스 제약이 없다. 또한 높은 비용의 원인이 되는 고가 스토리지를 사용하지 않고 경량 서버 여러 대를 사용한 고가용성 환경을 구현하여 추가 비용 발생 부담을 최소화했다. 인프라 구축에서 유지관리까지 단일 벤더에서 일괄 지원이 가능한 것이 강점이다. 외산대비 안정적인 라이선스 정책으로 높은 평가를 받았으며 3년 간 외산 C사와 V사를 6회 이상 윈백했다. 국내 기준 2만 유저를 구축했으며 제1금융권 국내 3대 금융기관 및 세계 1위 디지털 어플라이언스 및 디스플레이 기업에 도입됐다. 또 24년에는 망연계 솔루션을 내재화하여 추가적인 솔루션 도입 부담을 최소화할 예정이다.

## 5. 컨설팅

###### 개인정보보호 컨설팅 전문기업
주요 기반 시설 취약점 점검, ISMS-P 인증, 개인정보 영향평가를 수행하며 주요기관 100 곳에 컨설팅 프로젝트 및 정보보호 컨설팅 수행을 완료했다.개인정보영향평가, 정보보호컨설팅, 개인정보보호 관리수준진단, 모의해킹, 종합정보보호 관리체계인증, 정보통신기반시설 취약점 분석/평가를 수행하고 있으며 개인정보 유출통제 체계 개선 서비스 또한 제공하고 있다.

## 기타

###### 복지
사내문화와 복리후생에도 힘쓰고 있다. 가족친화경영으로 출산축하금 및 육아수당, 가족생일/결혼기념일 축하금을 지급하고 있다. 또 장기근속자들을 대상으로 포상금 및 리프레시 휴가를 지급하고 전직원 해외 워크샵을 시행하고 있다. (22년 괌 19년 타이페이 18년 사이판) 또한 임직원간 교류 활성화를 위해 사내 동호회도 지원한다. 현재 풋살, 크로스핏, 스포츠관람, 클라이밍, 테니스, 영화관람 동호회가 활동 중에 있다.

###### 사회공헌활동
매년 수익 1%를 기부하는 등 사회공헌 활동을 수행하고 있다.

###### 사옥
판교 제2테크노밸리에 사옥을 건립하여 2025년 2월 이전을 완료했다.